# Пагегский район
Пагегский район (лит. Pagėgių rajonas) — административно-территориальная единица в составе Литовской ССР, существовавшая в 1950—1962 годах. Центр — город Пагегяй.
Пагегский район был образован в составе Клайпедской области Литовской ССР 20 июня 1950 года. В его состав вошли 24 сельсовета Пагегского уезда и 3 сельсовета Таурагского уезда.
28 мая 1953 года в связи с ликвидацией Клайпедской области Пагегский район перешёл в прямое подчинение Литовской ССР.
8 декабря 1962 года Пагегский район был упразднён, а его территория передана в Шилутский район.